# Academia de Letras de Ilhéus
Academia de Letras de Ilhéus é uma organização cultural brasileira fundada em 14 de março de 1959, na cidade de Ilhéus, do Estado da Bahia. É uma das academias de letras mais antigas do Brasil.
Nos termos da Ata Especial da Fundação da Academia de Letras de Ilhéus, lavrada em 14 de março de 1959, a primeira diretoria foi composta por Presidente - Abel Pereira, 1º. Vice Presidente - Halil Francisco Medauar, 2º. Vice Presidente - Osvaldo Ramos, Secretário Geral - Nelson Schaun, 1º. Secretário - Francolino Neto, 2º. Secretário - José Nunes de Aquino, 1º. Tesoureiro - Jorge Fialho, 2º. Tesoureiro - Washington Landulfo, Diretor da Biblioteca - Nilo Cardoso Pinto e Diretor da Revista - Plínio de Almeida. A reunião de fundação ocorreu na residência do intelectual Abel Pereira, com a presença dos intelectuais Abel Pereira, Nelson Schaun, Wilde Oliveira Lima e Plínio de Almeida, membros da comissão de iniciativa, e mais os convidados, Dom Caetano Antonio Lima dos Santos, Osvaldo Ramos, José Cândido de Carvalho Filho, Halil Francisco Medauar, Jorge Fialho e Otávio Moura. Nessa reunião, fizeram-se representar pelo Sr. Abel Pereira, por meio de cartas de autorização, os srs. Fernando Diniz Gonçalves, Sosígenes Costa, Camilo de Jesus Lima, Raimundo Brito, Eusínio Gaston Lavigne, Ramiro Berbert de Castro, Flávio Jarbas, Heitor Dias, Flávio de Paula e Milton Santos.
Vale assinalar alguns nomes referenciais das 40 cadeiras da Academia de Letras de Ilhéus ao longo do tempo: Jorge Amado, Zélia Gattai, Adonias Filho, Jorge Emílio Medauar, Otávio Moura, Carlos Monteiro, Leones da Fonseca, Paulo Cardoso Pinto, Clarêncio Baracho, Ramiro Berbert de Castro, Euclides José Teixeira Neto, Otávio Moura, Pe. Nestor Passos, Osvaldo Ramos, Carlos Pereira Filho, Natan Coutinho, Leopoldo Campos Monteiro, José Nunes de Aquino, João Mangabeira, Edvaldo Brito, Jabes Ribeiro, Gileno Amado, Amilton Ignácio de Castro, Janete Badaró, Ariston Cardoso, Dorival de Freitas, Antonio Francisco Leal Lavigne de Lemos (Ton Lavigne), Mário de Castro Pessoa, Rita Santana, Hélio Pólvora, Aleilton Fonseca, Cyro de Mattos, Érito Machado, Raymundo Sá Barreto, Cláudio Silveira, Manoel Carlos de Almeida, Hans Tosta Schaeppi, João Hygino Filho, dentre outros.
Presidentes da Academia de Letras de Ilhéus, desde 1959:
Abel Pereira, 1959-1963
Plínio de Almeida, 1963-1967
Amilton Ignácio de Castro, 1975-1981
Adonias Filho, 1981-1983
Francolino Neto, 1985-1989
Dorival de Freitas, 1993-1995
Ariston Cardoso, 1997-2005
João Hygino Filho, 2005-2008
Maria Luiza Heine, 2008-2009
Carlos Roberto Arléo Barbosa, 2009-2013
Josevandro Raymundo Ferreira Nascimento, 2013-2017
André Luiz Rosa Ribeiro, 2017-2021
Pawlo Cidade, 2021-2025
Josevandro Raymundo Ferreira Nascimento, 2025-2026.